# Sjøholt
Sjøholt is een plaats in de Noorse gemeente Ørskog, provincie Møre og Romsdal. Sjøholt telt 1167 inwoners (2007) en heeft een oppervlakte van 1,4 km².